# Fusō (lớp thiết giáp hạm)
Lớp thiết giáp hạm Fusō (tiếng Nhật: 扶桑, một cái tên cũ của Nhật Bản), là một lớp thiết giáp hạm bao gồm hai chiếc của Hải quân Đế quốc Nhật Bản, được thiết kế và chế tạo trong giai đoạn Chiến tranh Thế giới thứ nhất. Chúng được cải biến đáng kể trong những năm giữa hai cuộc thế chiến; vào giai đoạn cuối của Chiến tranh Thế giới thứ hai, cả hai chiếc đều bị đánh chìm vào năm 1944 trong trận chiến eo biển Surigao

## Thiết kế

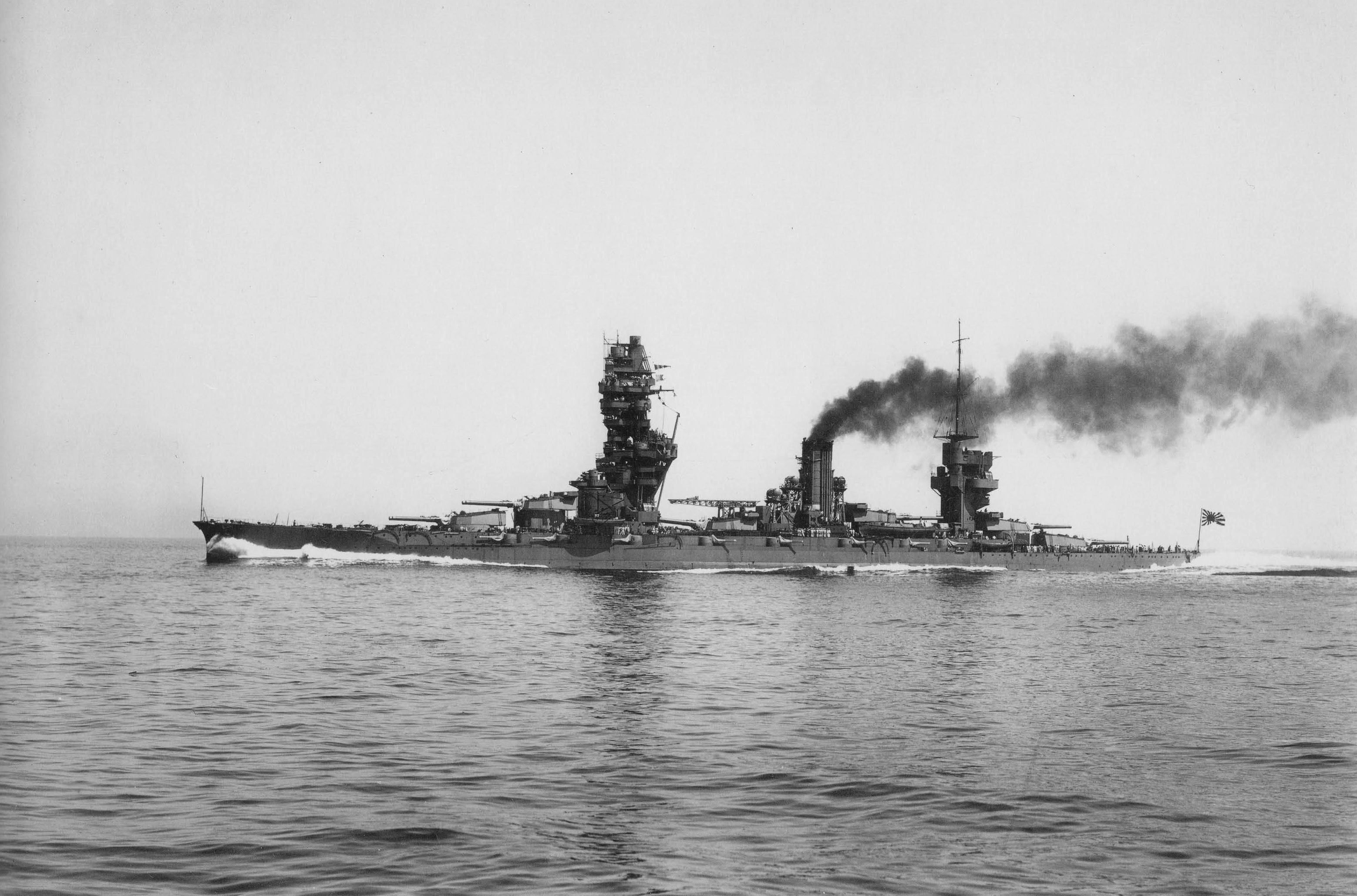
Thiết giáp hạm Fusō của Hải quân Đế quốc Nhật Bản đang trong quá trình thử nghiệm sau tái thiết.

Các tháp pháo chính 355 mm (14 inch) được sắp xếp theo kiểu không chính thống 2-1-1-2 (chiếc Yamashiro có tháp pháo thứ ba ngược lại khi so sánh với chiếc Fusō) và một ống khói tách rời việc sắp đặt các tháp pháo giữa. Cách bố trí như vậy không hoàn toàn thành công khi phần vỏ giáp bảo vệ bị kéo dài thêm một cách vô ích, và các tháp pháo giữa gặp khó khăn trong việc ngắm đích. Dù sao, dáng của thân tàu hoàn hảo cho phép những chiếc trong lớp Fusō đạt được tốc độ tối đa 42,6 km/h (23 knot) khi hoàn tất.

## Cải tiến

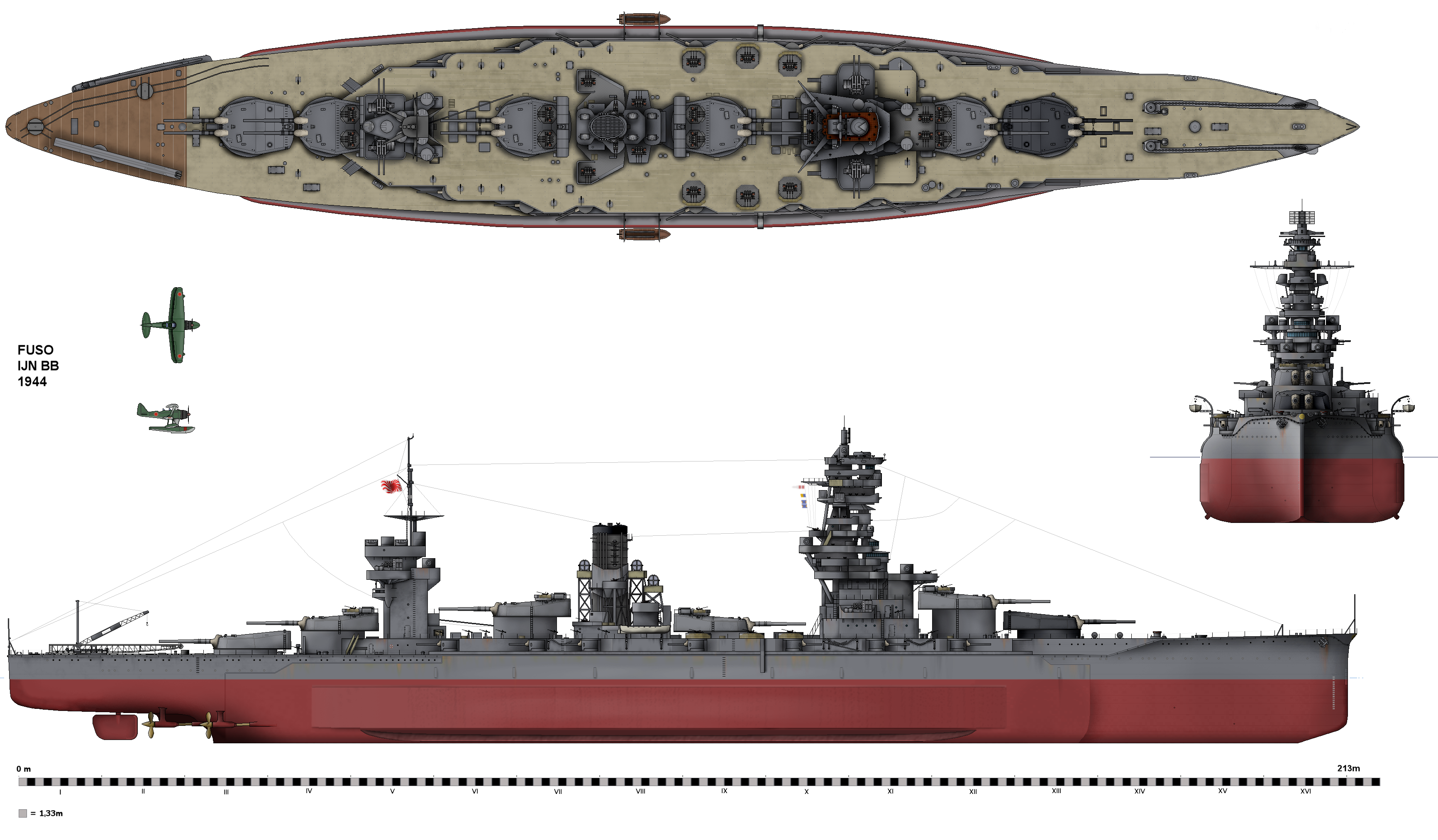
Sơ đồ mô tả lớp Fusō như chúng hiện hữu vào năm 1944

Giữa hai cuộc thế chiến, Fusō và Yamashiro được cải biến đáng kể giống như tất cả các thiết giáp hạm Nhật đang hoạt động vào lúc đó. Fusō được kéo dài thêm 7,5 m (25 ft), cặp ống khói được nhập làm một, 24 nồi hơi đốt hỗn hợp than-dầu được thay thế bằng sáu nồi hơi đốt dầu Kampon, và các tháp kiểm soát được bổ sung thành một kiểu "tháp chùa" đặc trưng cho các tàu chiến Nhật vào thời đó. Vỏ giáp bảo vệ được gia tăng cả về số lượng và cải thiện về chất lượng trên cả hai con tàu, đặc biệt là bên trên vị trí của phòng máy và bên dưới mực nước, một biện pháp được áp dụng do kinh nghiệm đối phó lại ngư lôi của những tàu chiến Anh (ví dụ như, chiếc HMS Marlborough hầu như bị một quả ngư lôi Đức duy nhất đánh chìm ngay sau trận Jutland). Các cải tiến bao gồm đai giáp dày hơn quanh các vị trí của phòng máy ở giữa tàu, được thực hiện bằng cách mở rộng các khu vực này khi các nồi hơi nguyên thủy được thay thế, và việc bổ sung một đai giáp chống ngư lôi. Những chiếc trong lớp Fusō có khả năng đạt được tốc độ 47 km/h (25,4 knot) vào lúc những cải tiến này hoàn tất, chủ yếu là nhờ cải thiện hiệu quả của các nồi hơi trong những năm 1930.

## Lịch sử hoạt động
Cho dù có những cải biến đáng kể, Hải quân Nhật vẫn xem những chiếc trong lớp Fusō không được bảo vệ đầy đủ và quá chậm để có thể sử dụng hữu ích, nên cả Fusō lẫn Yamashiro đều được giữ lại trong vùng biển chính quốc Nhật Bản như một lực lượng dự trữ chiến lược – mà cuối cùng lại tỏ ra không cần thiết – vào thời gian diễn ra trận Trân Châu Cảng, và sau đó chủ yếu dùng vào công việc huấn luyện.
Cả hai chiếc trong lớp đều bị Hải quân Mỹ đánh chìm trong trận chiến eo biển Surigao vào ngày 25 tháng 10 năm 1944.

## Những chiếc trong lớp
| Tàu              | Đặt lườn             | Hạ thủy             | Hoạt động            | Số phận                                                            |
| Fusō (扶桑)      | 11 tháng 3 năm 1912  | 28 tháng 3 năm 1914 | 18 tháng 11 năm 1915 | Bị đánh chìm 25 tháng 10 năm 1944 trong trận chiến eo biển Surigao |
| Yamashiro (山城) | 20 tháng 11 năm 1913 | 3 tháng 11 năm 1915 | 31 tháng 3 năm 1917  | Bị đánh chìm 25 tháng 10 năm 1944 trong trận chiến eo biển Surigao |